# Ingrida Bartaševičienė
Ingrida Bartaševičienė (* 27. Juli 1976) ist eine litauische Handballtrainerin, die zuvor als Handballspielerin meist im rechten Rückraum in der Bundesliga eingesetzt wurde.

## Spielerin
Ihre Karriere begann Bartaševičienė in Litauen. Im Handball-Internat von RSK Eglė Vilnius wurde man schon früh auf sie aufmerksam. Mit der ersten Frauenmannschaft des Vereins spielte sie unter anderem 1997/98 und 1998/99 in der EHF Champions League. Dort blieb sie jedoch ohne Torerfolg.
Im Jahr 1999 wechselte sie zum deutschen Zweitligisten BSV Sachsen Zwickau. Dort spielte sie neun Jahre, wobei sie zweimal Torschützenkönigin in der 2. Bundesliga (Süd-Gruppe) wurde. 2008 wechselte sie trotz eines noch bis 2010 gültigen Vertrages zum Ligakonkurrenten HSG Bensheim/Auerbach. In der Saison 2009/10 wurde sie mit der HSG Bensheim/Auerbach Meister der 2. Bundesliga, Gruppe Süd. 2013 stieg sie mit der HSG Bensheim/Auerbach in die Bundesliga auf. Ab der Saison 2016/17 und bis 2023 lief sie für die 2. Mannschaft von Bensheim/Auerbach auf.
Sie wurde zweimal Torschützenkönigin der 2. Handball-Bundesliga.
Für die litauische Nationalmannschaft bestritt Bartaševičienė 84 Länderspiele.

## Trainerin
Als C-Lizenzinhaberin trainierte sie ab 2016 die A-Jugend der HSG Bensheim/Auerbach. 2022/23 war sie Cheftrainerin der 3. Mannschaft von Bensheim/Auerbach. Im Juli 2023 wechselte sie als Cheftrainerin zur FSG Lola, der Handball Frauenspielgemeinschaft Lorsch/Lampertheim (Tvgg 1871 Lorsch e.V. und TV Lampertheim), wo sie manchmal auch selbst als Spielertrainerin in der Frauen-Bezirksoberliga mitspielte. Sie löste dort Gerd Mischler ab. Im November 2024 trat sie überraschend zurück.

## Familie
Ingrida Bartaševičienė ist verheiratet. Ihre Tochter Rugilė Bartaševičiūtė (* 2001) spielt ebenfalls Handball, zurzeit beim 1. FSV Mainz 05. Ingrida und Rugilė spielten in der Saison 2018/19 gemeinsam in Bensheim/Auerbachs zweiter Mannschaft in der vierten deutschen Liga.